# Ancylostoma
Ancylostoma es un género de nematodos del orden Strongylida cuyas especies comúnmente llamados anquilostomas, producen enfermedades conocidas genéricamente como anquilostomiasis. Sus larvas penetran por la piel, migrando después a los pulmones, luego a la faringe y de ahí al intestino, donde anidan las formas adultas que eliminan los huevos en las heces. Estos huevos maduran en suelos cálidos y húmedos, dando lugar a la larva que penetra por la piel. 
Su transmisión se ve favorecida por el hecho de no usar calzado y en países que carecen de sistema de alcantarillado o este es defectuoso.
La infección crónica producida por este parásito conduce a la anemia microcítica e hipocrómica.

## Especies
Ancylostoma braziliense - infecta gatos- ocasionalmente a seres humanos
Ancylostoma caninum - infecta perros.
Ancylostoma ceylanicum
Ancylostoma duodenale - infecta humanos.
Ancylostoma pluridentatum - infecta felinos silvestres.
Ancylostoma tubaeforme